# Das Mädchen und der Fotograf
Das Mädchen und der Fotograf (Originaltitel: Guinevere) ist ein US-amerikanisches Filmdrama aus dem Jahr 1999. Regie führte Audrey Wells, die auch das Drehbuch schrieb.

## Handlung
Die 21-jährige Harper Sloane entstammt einer in San Francisco einflussreichen Familie. Sie wird an der Harvard University als Studentin angenommen. Sloane lernt auf der Hochzeit ihrer Schwester den über 50-jährigen Fotografen Connie Fitzpatrick kennen, der sie mit dem Kosenamen Guinevere anspricht. Sie besucht ihn in seiner Wohnung und geht mit ihm eine Beziehung ein. Fitzpatrick gibt ihr Unterricht in der Fotokunst.
Harpers Mutter Deborah erfährt von der Beziehung und belästigt das Paar. Harper findet heraus, dass Fitzpatrick zahlreiche Affären mit anderen Frauen hatte. Sie verlässt ihn nach einem Jahr.
Als der kranke Fitzpatrick im Sterben liegt, wird er von seinen ehemaligen Freundinnen – darunter von Sloane – besucht. Harper bleibt bei ihm bis zu seinem Tod.

## Kritiken
James Berardinelli schrieb auf ReelViews, das Jahr 1999 gehöre der Schauspielerin Sarah Polley und lobte stark ihre Darstellung in diesem Film. Der Film sei „elegant geschrieben“ und „häufig einfühlsam“. Er sei gut, aber nicht perfekt und biete nichts überraschendes oder unerwartetes.
Roger Ebert schrieb in der Chicago Sun-Times vom 4. Oktober 1999, die Regisseurin vermeide es, über die Beziehung der Menschen im unterschiedlichen Alter zu richten. Sarah Polley zeige in ihrer Rolle die Tiefe der Gefühle, ohne billig zu wirken. Der Film sei nicht perfekt, aber habe ein „Herz an der richtigen Stelle“.

## Auszeichnungen
Audrey Wells gewann während des Sundance Film Festivals des Jahres 1999 den Waldo Salt Screenwriting Award und wurde für den Großen Jurypreis nominiert. Sie gewann 1999 den Sonderpreis der Jury des Deauville Film Festivals und wurde für einen weiteren Preis dieses Festivals nominiert. Wells und Jean Smart wurden 2000 für den Independent Spirit Award nominiert.
Audrey Wells wurde im Jahr 1999 für den Goldenen St. George des Moskauer Internationalen Filmfestivals nominiert. Sarah Polley wurde 2000 für den Chlotrudis Award nominiert. Der Film wurde 2000 für den Preis Artios der Casting Society of America nominiert.

## Hintergründe
Der Film wurde in Los Angeles und in San Francisco gedreht. Seine Produktionskosten betrugen schätzungsweise 2,6 Millionen US-Dollar. Der Film hatte seine Weltpremiere im Januar 1999 auf dem Sundance Film Festival; am 17. September 1999 wurde er auf dem Toronto International Film Festival vorgestellt. Die Vorführungen in den ausgewählten Kinos der USA fingen am 24. September 1999 an; dort spielte der Film ca. 614 Tsd. US-Dollar ein.